# 川西市立川西養護学校
川西市立川西養護学校（かわにししりつ かわにしようごがっこう）は、兵庫県川西市清和台西2丁目にある公立養護学校。知的障害及び肢体不自由者を教育対象とする。川西市立清和台中学校が同一敷地内にある。

## 学部
- 小学部
- 中学部
- 高等部

## 沿革
- 1978年（昭和53年）4月1日 - 開校
- 1978年（昭和53年）6月13日 - 校章制定
- 1978年（昭和53年）6月30日 - 開校披露式
- 1978年（昭和53年）11月18日 - 校旗制定
- 1979年（昭和54年）3月18日 - 校歌制定